# Umbilicus rupestris
Umbilicus rupestris, conhecida vulgarmente como umbigo-de-vénus, é uma planta com flor, carnuda, perene, da família das Crassuláceas e pertencente ao tipo fisionómico dos hemicriptófitos.

## Nomes comuns
Dá ainda pelos seguintes nomes comuns: bacelos, bifes, cachilro (também grafado cochilro), chapéus-de-parede, cauxilho, chapéu-dos-telhados, conchelo, copilas, couxilgos, orelha-de-monge e sombreirinho-dos-telhados.
Regionalmente, na Madeira, dá ainda pelo nome de inhame-de-lagartixa e pimpilros.

## Descrição
Os umbigos-de-vénus podem atingir os 30 cm de altura. Contam com racemos de flores campaniformes, de cor pálida rosa-esverdeada, que começam a aparecer em Maio, sendo que os frutos, de cor verde, amadurecem ao longo do Verão.

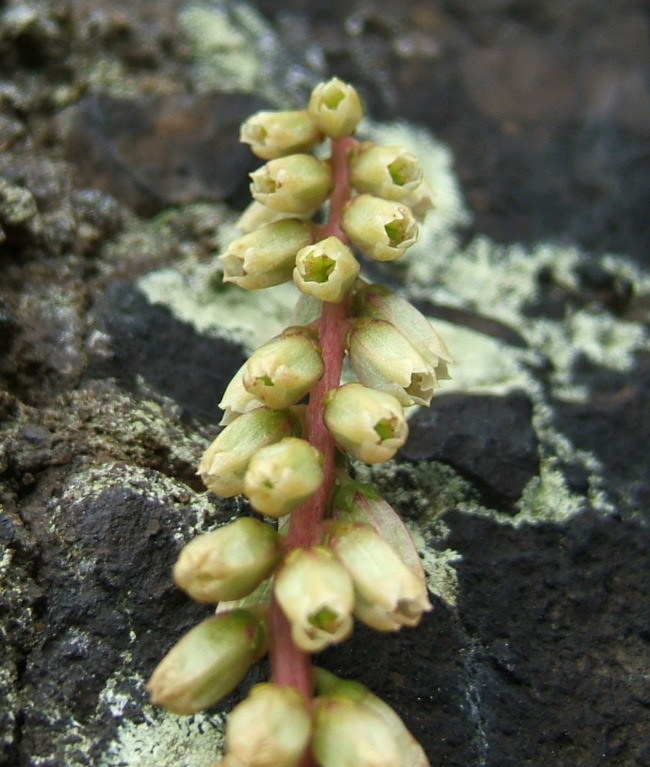
Detalhe de Umbilicus rupestris perto de Stirling, Escócia.

Tanto o nome vernáculo, "umbigo-de-vénus" como o nome científico do género "Umbilicus" se ficam a dever à forma arredondada das folhas, com uma depressão semelhante a um umbigo no centro. A planta encontra-se por toda a Europa meridional e ocidental, particularmente na região mediterrânica, sendo frequente em muros e paredes onde haja sombra ou em fendas húmidas de superfícies rochosas onde poucas mais plantas se conseguem desenvolver. Daí o termo "chapéu-de-parede" onde se denota o seu habitat preferencialmente rupícola e ruderal onde as suas folhas se desenvolvem em forma de roseta.
A planta é por vezes usada para acalmar dores em feridas, aplicando a folha sobre a pele depois de remover a cutícula inferior da planta.
Presentemente, não é considerada uma planta ameaçada.

## Distribuição
Trata-se de uma espécie presente no Sul e Oeste do continente europeu, bem como na orla mediterrânea e na Macaronésia.

### Portugal
Trata-se de uma espécie presente no território português, nomeadamente em Portugal Continental, no Arquipélago dos Açores e no Arquipélago da Madeira. Mais concretamente, no que toca a Portugal Continental, encontra-se em todas as zonas do território nacional, ao passo que no Arquipélago da Madeira se encontra na ilha da Madeira e na Deserta Grande.
Em termos de naturalidade é nativa de todas as regiões atrás referidas.

### Ecologia
Trata-se de uma espécie rupícola, pelo que privilegia brechas de fragas, troncos caídos e cascas de árvores, bem como espaços denotativos da presença humana, como muros, telhados e orlas de caminhos.

## Etimologia
Do que toca ao nome científico:
- Quanto ao nome genérico, Umbilicus, provém do latim umbĭlīcus,[14] que significa «umbigo».
- Quanto ao epíteto específico, rupestris,[15] provém do latim e significa «que cresce entre as rochas».

## Uso medicinal

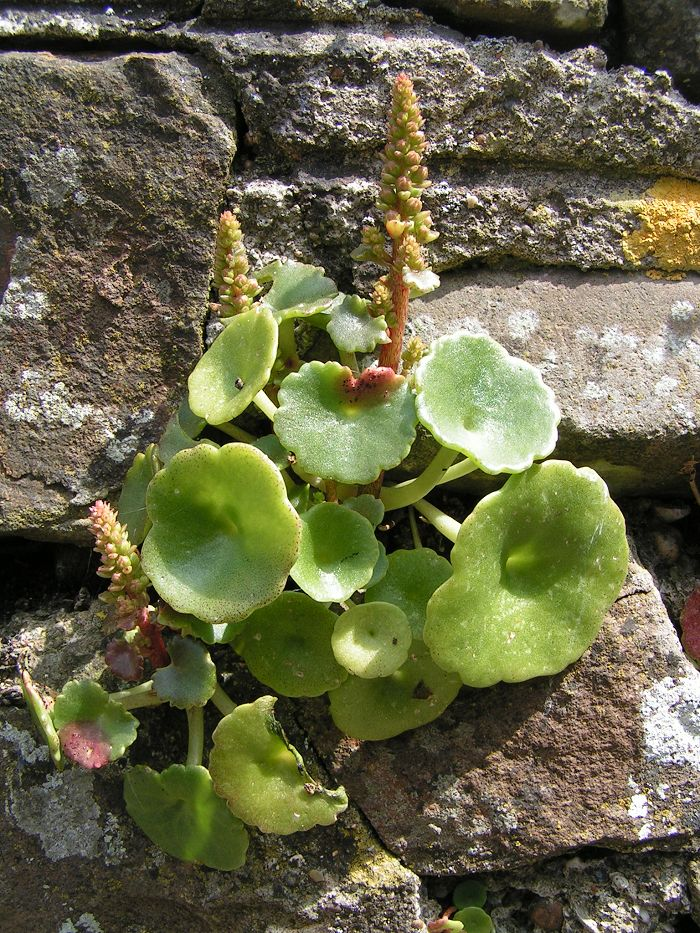
Umbilicus rupestris em floração, em Instow, North Devon.

No âmbito da etnofarmacologia, foi utilizado como como um anti-convulsivo, anti-inflamatório e hemostático. Com efeito, o sumo e o extracto desta planta foram historicamente usados como tratamento da epilepsia.
Devido ao nome vulgar em inglês ("pennywort"), há quem confunda esta planta com outra, com o mesmo nome vulgar, designada cientificamente como Centella asiatica e que é muito usada na medicina asiática.
A planta que é objecto deste artigo, contudo, é utilizada em medicina homeopática. Os homeopatas preferem referir-se a ela como Cotyledon umbilicus, já que era este o seu nome científico quando a homeopatia foi desenvolvida.
Nicholas Culpepper refere-se a uma planta designada como "kidneywort" ( possível nome desta planta em inglês) no seu livro "The English Physician", de 1653, ainda que, provavelmente se estivesse a referir à espécie Anemone hepatica, sem qualquer relação com esta. Culpepper utilizou a astrologia, mais que a ciência, para classificar as plantas que estudava, pelo que não pode ser considerado como fonte fiável. A certa altura reclama: "o sumo ou água dela destilada, ao ser bebida, tem efeitos notáveis no tratamento de todas as inflamações e febres não naturais, de modo a acalmar estômagos e fígados inflamados, bem como os intestinos: a planta, sumo ou a água dela destilada, poderá, por conseguinte, e se aplicada exteriormente, curar borbulhas, fogo-de-santo-antónio, entre outras inflamações externas. O referido suco ou água ajuda a curar rins doridos, lacerados, que sofram de pedra ou ulcerados no interior; provoca a produção de urina, útil para inchaços, e quebra a pedra. 
Usada em banhos ou como unguento, pode acalmar achaques de hemorróidas. Não é menos eficaz no tratamento das dores da gota, da ciática, bem como nos nós de garganta ou escrófulas. No tratamento de frieiras, mesmo que ulceradas, lavando-as com o sumo ou cobrindo-as com o unguento a partir dele feito, colocando também uma parte da película inferior da folha sobre elas: é também usado em feridas recentes para estancar o sangue e cicatrizá-las rapidamente."